# Ignacio Char
Ignacio Char (Río Cuarto, Córdoba, Argentina; 19 de febrero de 1989) es un piloto de automovilismo argentino.
Compitió en su país luego de un año en Fórmula 3 Española. Destacó principalmente en Turismo Nacional Clase 3, donde compitió entre 2008 y 2014. También fue piloto de Toyota Team Argentina en TC2000.

## Resumen de carrera

### Karting
- 2001: Tercer puesto Campeonato Argentino, Subcampeón provincial categoría Pre Junior.
- 2002: Equipo Tony Kart. Tercer puesto Campeonato Bonaerense, campeón provincial categoría Pre Junior.
- 2003: Subcampeón bonaerense y segundo puesto Campeonato Argentino categoría Junior.
- 2004: Equipo CRG Italia, octavo puesto Campeonato Italiano categoría ICA. Tercer puesto Campeonato Argentino.
- 2005: Campeón Provincial, Campeón Federal, tercer puesto Campeonato Argentino, quinto puesto Campeonato Panamericano.[2]

### Autos
| Temporada | Categoría                                      | Equipo                      | Carreras | Victorias | Poles | VR | Podios | Puntos | Pos. |
| --------- | ---------------------------------------------- | --------------------------- | -------- | --------- | ----- | -- | ------ | ------ | ---- |
| 2006      | Fórmula 3 Española                             | ECA Racing                  | 5        | 0         | 0     | 0  | 0      | 0      | NC   |
| 2006      | Fórmula 3 Española Copa de España de F3        | ECA Racing                  | 5        | 0         | 0     | 0  | 0      | 6      | 10.º |
| 2008      | Turismo Nacional - Clase 3                     | Nico Kern Racing Car        | 4        | 0         | 0     | 0  | 0      | 2      | 56.º |
| 2008      | Desafío Focus                                  | s/d                         | 1        | 0         | 0     | 0  | 0      | 0      | NC   |
| 2009      | Turismo Nacional - Clase 3                     | Vittal FP Racing DMP Racing | 9        | 0         | 0     | 0  | 0      | 15     | 38.º |
| 2009      | TC Mouras                                      | Benavídez Racing            | 2        | 0         | 0     | 0  | 0      | 14     | 40.º |
| 2010      | Turismo Nacional Clase 3                       | Martos Competición          | 11       | 0         | 0     | 0  | 1      | 110    | 11.º |
| 2010      | Turismo Competición 2000                       | Scuderia Fiat               | 7        | 0         | 0     | 0  | 0      | 0      | NC   |
| 2010      | Turismo Competición 2000 Copa Endurance Series | Scuderia Fiat               | 2        | 0         | 0     | 0  | 0      | 0      | NC   |
| 2010      | TC Mouras                                      | Benavídez Racing            | 1        | 0         | 0     | 0  | 0      | 7      | 44.º |
| 2011      | Turismo Nacional - Clase 3                     | Martos Competición          | 10       | 1         | 1     | 1  | 2      | 135    | 8.º  |
| 2011      | Turismo Competición 2000                       | Toyota Team Argentina       | 12       | 0         | 0     | 0  | 0      | 42     | 21.º |
| 2012      | Turismo Nacional - Clase 3                     | Martos Competición          | 12       | 1         | 2     | 0  | 2      | 108    | 15.º |
| 2012      | Súper TC 2000                                  | Toyota Team Argentina       | 12       | 0         | 0     | 0  | 0      | 61     | 15.º |
| 2013      | Turismo Nacional - Clase 3                     | Martos Competición          | 7        | 0         | 0     | 0  | 1      | 54     | 26.º |
| 2013      | Súper TC 2000                                  | PSG-16 Team                 | 7        | 0         | 0     | 0  | 0      | 12     | 21.º |
| 2014      | Turismo Nacional - Clase 3                     | Martos Competición          | 2        | 0         | 0     | 0  | 0      | 2      | 44.º |
| 2014      | Top Race                                       | Guidi Competición           | 2        | 0         | 0     | 0  | 0      | 0      | NC   |
| 2015      | FARA Endurance Championship - MP-1B            | TLM Racing                  | 1        | 0         | 0     | 0  | 0      | ?      | ?    |
| 2022      | Turismo Nacional - Clase 3                     | Tito Bessone Toyota Racing  | 4        | 0         | 0     | 0  | 0      | 1      | 51.º |
| Fuente:   |                                                |                             |          |           |       |    |        |        |      |

## Resultados

### Turismo Competición 2000
| Año  | Equipo                | Auto             | 1   | 2   | 3   | 4   | 5   | 6   | 7   | 8   | 9   | 10  | 11  | 12  | 13  | Res. | Puntos |
| ---- | --------------------- | ---------------- | --- | --- | --- | --- | --- | --- | --- | --- | --- | --- | --- | --- | --- | ---- | ------ |
| 2010 |                       |                  | PDE | SMM | GR  | AG  | RES | TRH | LR  | SFE | SFE | CEN | OBE | BA  | PDF | 0    | 0      |
| 2010 | Scuderia Fiat         | Fiat Linea       |     |     |     |     |     |     | 15  | Ret | Ret | 19  | Ret | 11  | Ret | 0    | 0      |
| 2011 |                       |                  | GR  | SFE | SFE | SMM | SJU | RES | AG  | TRH | LPL | TRE | JUN | PDF | PAR | 21.º | 42     |
| 2011 | Toyota Team Argentina | Toyota Corolla X | 12  | NL  | 17  | 14  | 26† | 13  | Ret | 19  | 4   | 12  | 21  | 11  | 16  | 21.º | 42     |

#### Copa Endurance Series
| Año  | Equipo        | Auto       | 1   | 2   | 3  | Res. | Puntos |
| ---- | ------------- | ---------- | --- | --- | -- | ---- | ------ |
| 2010 |               |            | TRH | CEN | BA | 0    | 0      |
| 2010 | Scuderia Fiat | Fiat Linea |     | 19  | 11 | 0    | 0      |

### Súper TC 2000
| Año  | Equipo                | Auto             | 1   | 2   | 3   | 4   | 5   | 6   | 7   | 8   | 9   | 10  | 11  | 12  | 13  | Res. | Puntos |
| ---- | --------------------- | ---------------- | --- | --- | --- | --- | --- | --- | --- | --- | --- | --- | --- | --- | --- | ---- | ------ |
| 2012 |                       |                  | AG  | BA  | ROS | SJU | GR  | OBE | RAF | SMM | RC  | SFE | SFE | SAL | PDF | 15.º | 61     |
| 2012 | Toyota Team Argentina | Toyota Corolla X | 12† | 9   | Ret | NL  | 13  | 9   | 7   | 10  | Ret | 18† | 13  | 12  | 17† | 15.º | 61     |
| 2013 |                       |                  | BA  | ROS | SJU | TOA | AG  | TRH | JUN | SFE | GR  | LP  | SMM | PDF |     | 21.º | 12     |
| 2013 | PSG-16 Team           | Ford Focus II    | 10  | Ret | 13  | 13  | 24† | Ret |     |     |     |     |     |     |     | 21.º | 12     |
| 2013 | PSG-16 Team           | Fiat Linea       |     |     |     |     |     |     | Ex. |     |     |     |     |     |     | 21.º | 12     |

## Una de las personas de confianza del Príncipe de Qatar Nasser Al Attiyah, múltiple campeón de Rally.
1. ↑  «Trayectoria Deportiva - Nacho Char». Sitio oficial de Ignacio Char. Consultado el 22 de noviembre de 2012.
2. 1 2  «Ignacio Char « Toyota Team Argentina». Toyota Team Argentina. Archivado desde el original el 28 de septiembre de 2011. Consultado el 22 de noviembre de 2012.
3. 1 2  «Ignacio Char | Racing career profile». Driver Database (en inglés). Consultado el 25 de agosto de 2023.